# Pfarrkirche Bucheben

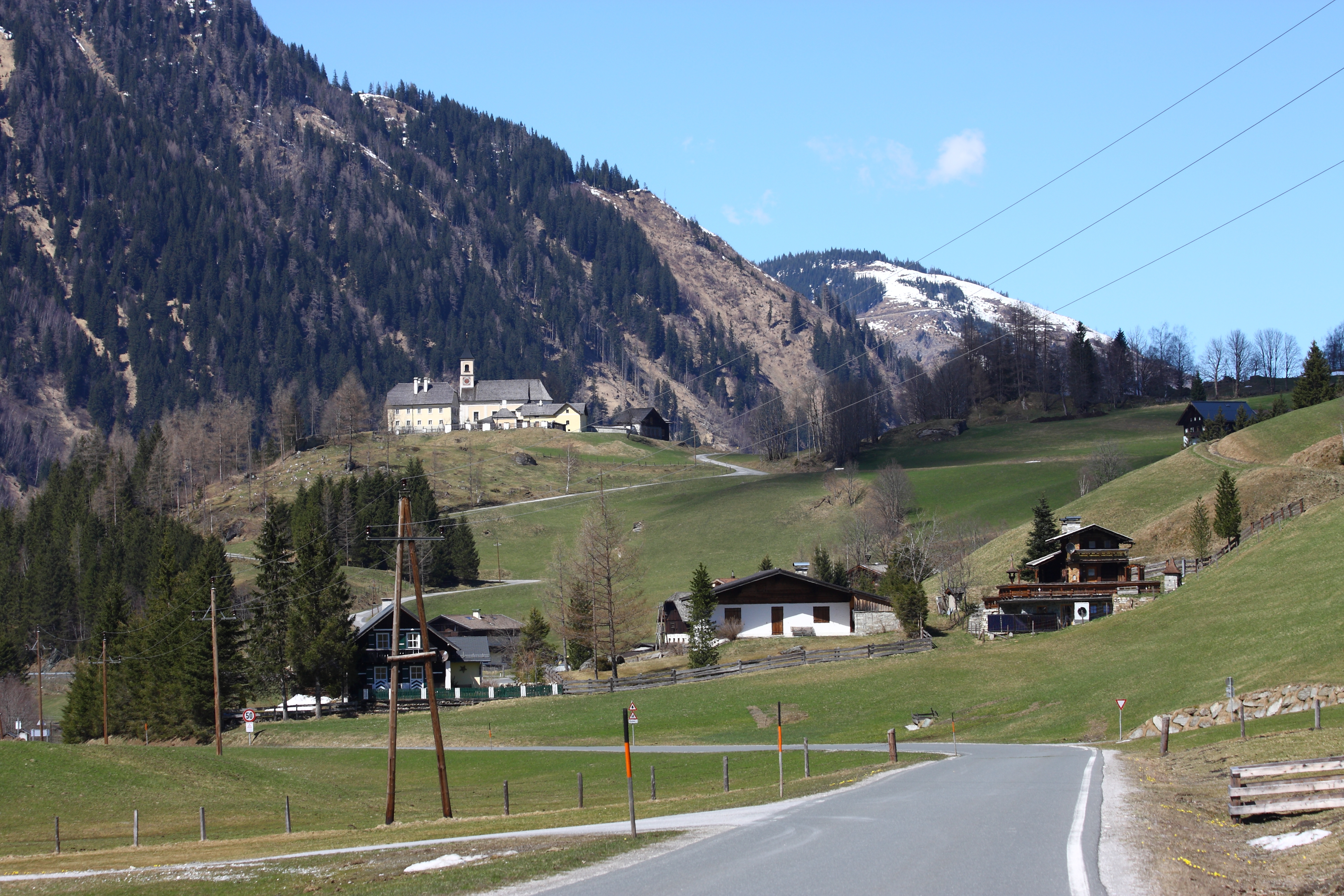
Katholische Pfarrkirche Hll. Hieronymus und Leonhard in Bucheben

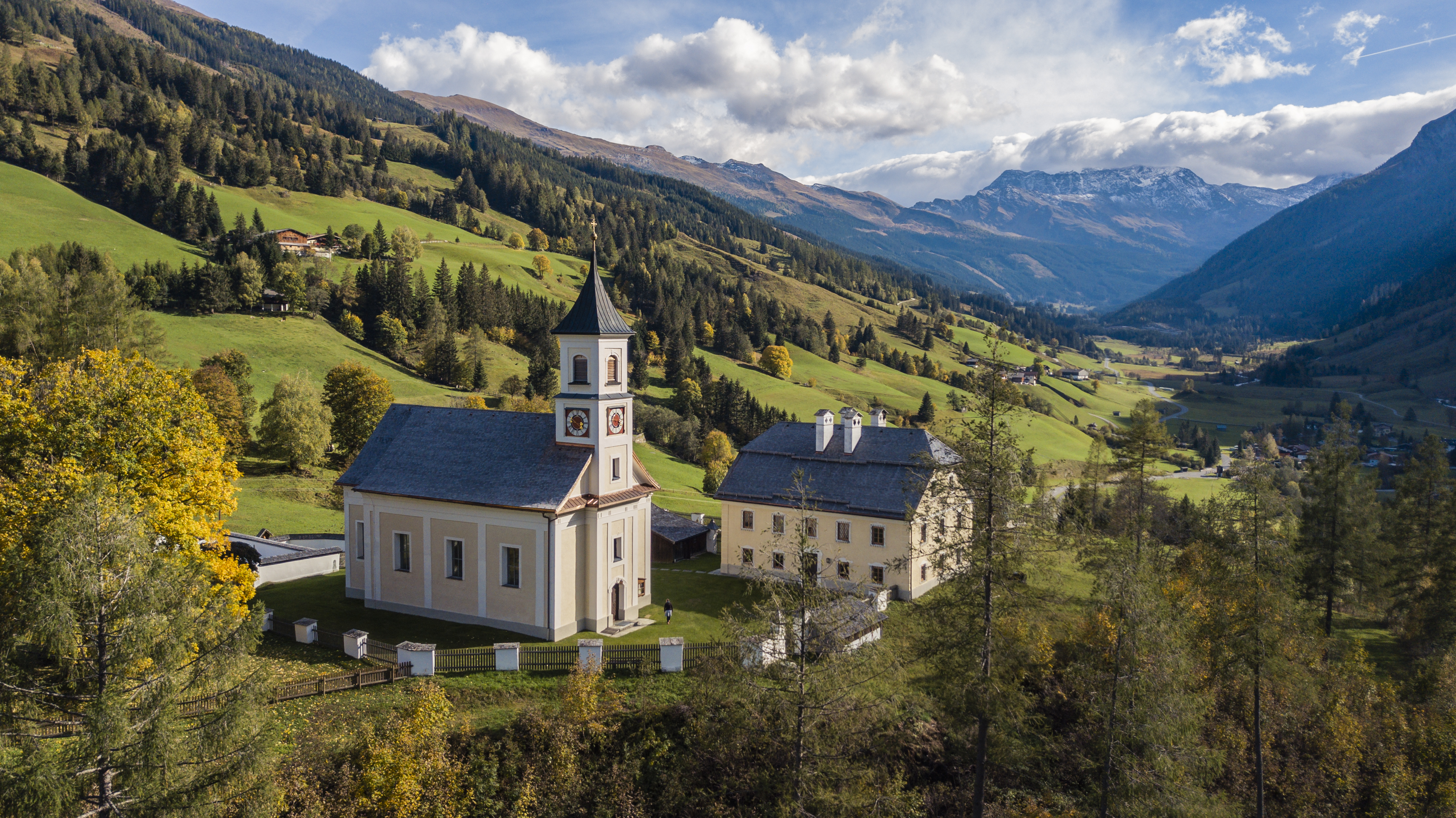
Pfarrkirche und Pfarrhof

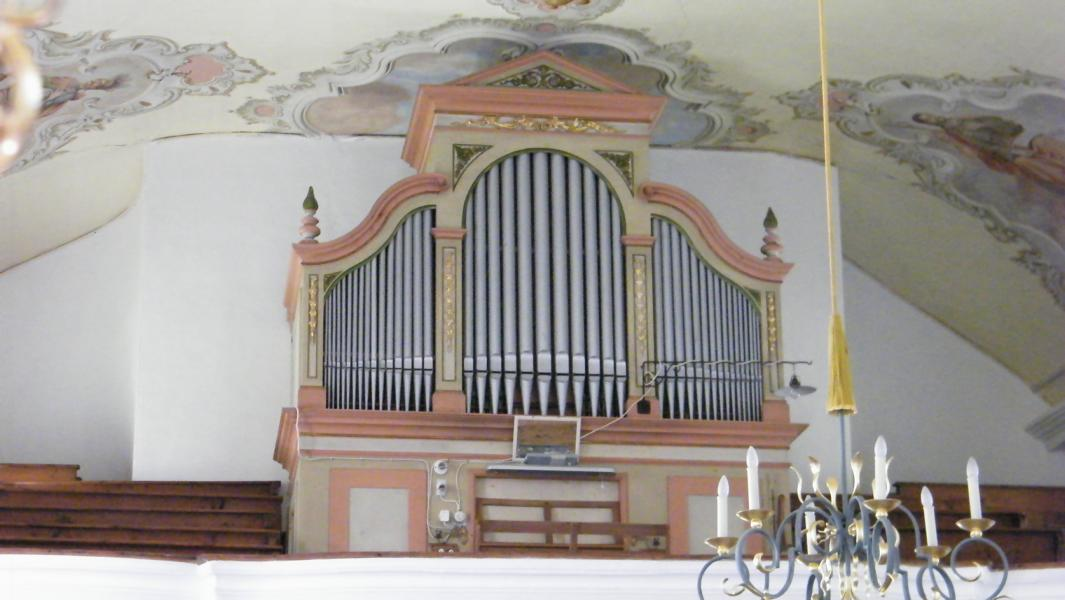
Langhaus, Blick zur Orgel

Die römisch-katholische Pfarrkirche Bucheben steht auf einer Anhöhe östlich der Hüttwinkl-Ache in der Ortschaft Bucheben der Marktgemeinde Rauris im Bezirk Zell am See im Land Salzburg. Die dem Patrozinium der Heiligen Hieronymus und Leonhard unterstellte Pfarrkirche gehört zum Dekanat Taxenbach in der Erzdiözese Salzburg. Die Kirche und der Friedhof stehen unter Denkmalschutz (Listeneintrag).

## Geschichte
Die Kirche wurde von 1783 bis 1785 nach den Plänen des Baumeisters Jakob Pogensperger erbaut. 1978/1979 wurde die Kirche restauriert.
Die Pfarre wurde 1891 gegründet.

## Architektur
Die Pfarrkirche bildet mit dem Pfarrhof und den dazugehörigen Wirtschaftsgebäuden ein Bauensemble. Östlich der spätbarocken Pfarrkirche befindet sich der Friedhof.
Das Kirchenäußere zeigt einen einfachen Kirchenbau, die westliche Giebelfront hat mittig einen etwas vorspringenden Turm, die das Satteldach umlaufende breite Hohlkehle wird auch am Turm durchgeführt, die Apsis hat einen polygonalen Schluss. Südlich steht an Langhaus und Chor ein zweigeschoßiger Sakristeianbau.
Das Kircheninnere zeigt sich mit einer Pilastergliederung und einem umlaufenden profilierten Gesims, der Chor hat eine halbrunden Schluss, das Langhaus hat eine Westempore, die Malereien an der Decke und an der Unterseite der Empore schuf Virgil Groder 1902.

## Einrichtung
Der Hochaltar trägt die Figuren der Heiligen Hieronymus und Leonhard und über den Opfergangsportalen die Figuren der Heiligen Peter und Paul aus 1785 und zeigt das Hochaltarbild Immaculata von Virgil Groder 1902. Der Seitenaltar zeigt das Bild Mater dolorosa aus dem 18. Jahrhundert.
Eine Glocke nennt Bartlmä Köttelat 1664.